# Jákob rabbi kalandjai
A Jákob rabbi kalandjai (eredeti cím: Les Aventures de Rabbi Jacob) 1973-ban bemutatott francia–olasz filmvígjáték, melynek írója és rendezője Gérard Oury. A zeneszerzője Vladimir Cosma, a producere Bertrand Javal, a főszereplője Louis de Funès. A mozifilm a Les Films Pomereu és a Horse Film gyártásában készült, a SNC forgalmazásában jelent meg.
Franciaországban 1973. október 18-án, Magyarországon 1990. április 26-án mutatták be a mozikban. Új magyar szinkronnal 2001. január 1-jén az RTL Klubon vetítették a televízióban.

## Cselekmény
Jacob rabbi (Marcel Dalio) New York egyik legkedveltebb rabbija. Egy nap családja francia ágáról, a Schmoll családból meghívják őt a fiatal David bar-micvó ünneplésére. Jacob rabbi repülőre száll, hogy több mint 30 év amerikai élet után elhagyja Amerikát és szülőföldjére, Franciaországba utazzon. Fiatal barátja, Samuel rabbi is vele tart.
Normandiában a gazdag üzletember, Victor Pivert (Louis de Funès) is úton van; lánya (Miou-Miou) másnap férjhez megy. Pivert borzalmas ember: rosszindulatú, durva és bigott, jól kiforrott rasszizmusa van a feketékkel, a zsidókkal és nagyjából minden idegennel szemben. Ő és sofőrje, Salomon (Henri Guybet) autóbalesetet szenvednek, amelyben Pivert autója (amely egy motorcsónakot szállít) fejjel lefelé egy tóba borul. Amikor Salomon, aki zsidó, nem hajlandó segíteni, mert éppen elkezdődött a zsidó sábát ideje, Pivert kirúgja őt, Salomon legnagyobb megelégedésére.
Mohamed Larbi Slimane (Claude Giraud) arab forradalmár vezetőt elrabolják, akik országa kormányának dolgoznak. A Farès ezredes vezette csapat éjszaka egy üres rágógumigyárba viszi... ugyanoda, ahová Victor Pivert is bemegy, miközben segítséget keres. Pivert akaratlanul is segít Slimane-nak elmenekülni, két gyilkos holttestét hátrahagyva.
A Salomon által riasztott rendőrség megtalálja a holttesteket, és Pivertet vádolja a bűncselekmény elkövetésével.
Másnap Slimane arra kényszeríti Pivert-et, hogy menjen az Orly repülőtérre, hogy elérje a Slimane országába tartó gépet (ha a forradalom sikerrel jár, ő lesz az elnök). Azonban többen is követik őket: a féltékeny Germaine, Pivert felesége, aki azt hiszi, hogy férje elhagyja őt egy másik nőért; Farès és a gyilkosok; valamint Andréani (Claude Piéplu) rendőrfőnök, egy buzgó és túlságosan gyanakvó rendőr, aki azt képzeli, hogy Pivert az új Al Capone. Farèsnek és társainak sikerül elrabolniuk Germaine-t, és a saját fogorvosi felszerelését használják fel a kihallgatásához.
Slimane, hogy megpróbálja leplezni saját maga és Pivert személyazonosságát, megtámad két rabbit a mosdóban, ellopja a ruháikat, leborotválja a szakállukat és a pajeszukat. Az álruhák tökéletesek, és a Schmoll család összetéveszti őket Jákob rabbival és Sámuel rabbival. Az egyetlen, aki felismeri Pivert (és Slimane-t) az álruha mögött, Salomon, a volt sofőrje, aki történetesen Schmoll unokaöccse. Pivert és Slimane azonban képesek titokban tartani kilétüket, sőt, a többnyelvű Slimane-nak köszönhetően még egy héber nyelvű prédikációt is sikerül tartaniuk.
Néhány félreértés után Andréani felügyelőt és két ellenőrét a zsidók terroristáknak hiszik, és megpróbálják megölni Jacob rabbit.
Az igazi Jacob rabbi megérkezik az Orly repülőtérre, ahol azonban senki sem várja. A rendőrség, majd Farès és gyilkosai (mindkétszer fájdalmasan a hosszú szakálla miatt) összetévesztik Victor Pivert-vel.
Majd következik a kaotikus, de elsöprő boldog befejezés:
- a forradalom sikeres, és Slimane lesz a köztársasági elnök.
- Pivert lánya beleszeret Slimane-ba, és az oltár előtt állva elmenekül unalmas vőlegénye elől, hogy vele menjen.
- Pivert megtanulja a toleranciát más vallásokkal és kultúrákkal szemben;  Salomon és Slimane kölcsönösen megbékél arab és zsidó kollégáival.
- Schmollék végre megtalálják az igazi Jákob rabbit.
- Piverték és Schmollék együtt ünnepelnek és lakomáznak.

## Szereplők
| Szereplő                                      | Színész             | Magyar hang        | Magyar hang        |
| Szereplő                                      | Színész             | 1. szinkron (1990) | 2. szinkron (2000) |
| --------------------------------------------- | ------------------- | ------------------ | ------------------ |
| Victor Tukán / Victor Fakopáncs / Jákob rabbi | Louis de Funès      | Balázs Péter       | Balázs Péter       |
| Mohamed Larbi Slimane (Zeiligman rabbi)       | Claude Giraud       | Gáti Oszkár        | Csankó Zoltán      |
| Salamon, Victor Tukán zsidó sofőrje           | Henri Guybet        | Sörös Sándor       | Kerekes József     |
| Germaine                                      | Suzy Delair         | Bencze Ilona       | Kovács Zsuzsa      |
| Jákob rabbi                                   | Marcel Dalio        | Komlós András      | Kun Vilmos         |
| Antoinette                                    | Miou-Miou           | Balogh Erika       | Létay Dóra         |
| Farès ezredes                                 | Renzo Montagnani    | Vass Gábor         | Maros Gábor        |
| Madame Smoll 'Tzipe mama'                     | Janet Brandt        | Tábori Nóra        | Pásztor Erzsi      |
| A tábornok fia                                | Xavier Gélin        | Téri Sándor        | Király Attila      |
| A tábornok                                    | Jacques François    | Tolnai Miklós      | Láng József        |
| Aziz, Farès embere                            | Malek Kateb         | Koroknay Géza      | Pálfai Péter       |
| Andreani felügyelő                            | Claude Piéplu       | Végvári Tamás      | Ujréti László      |
| Bajszos felügyelő                             | Roger Riffard       | Kisfalussy Bálint  | N/A                |
| Bibircsókos rendőr                            | Jean-Jacques Moreau | Izsóf Vilmos       | N/A                |
| David                                         | Lionel Spielman     | Minárovits Péter   | Berkes Ákos        |
| A miniszter                                   | André Falcon        | Horkai János       | Vass Gábor         |
| Mojse, David apja                             | Popeck              | Láng József        | Cs. Németh Lajos   |
| Farès embere a vallatásnál                    | Gérard Darmon       | Dózsa László       | N/A                |
| Ideges autós a dugóban                        | Paul Mercey         | Szoó György        | N/A                |
| Esther                                        | Denise Provence     | N/A                | N/A                |
| David anyja                                   | N/A                 | Dallos Szilvia     | Tóth Judit         |
| Germaine Fakopáncs asszisztense               | N/A                 | Kiss Erika         | N/A                |
| Jegyárusitó kisasszony a reptéren             | N/A                 | Hegyi Barbara      | N/A                |
| Zsidó a tömegben a rabbi érkezésekor          | N/A                 | Antal László       | N/A                |
| Férfi a zsinagógában                          | N/A                 | Antal László       | N/A                |
| Csendőr a furgonban                           | N/A                 | Balázsi Gyula      | N/A                |
| Farès embere                                  | N/A                 | Botár Endre        | N/A                |
| Rabbi felesége                                | N/A                 | Czigány Judit      | N/A                |
| Vörös-hajú lány a reptéren                    | N/A                 | Dögei Éva          | N/A                |
| Utaskísérőnő a repülőn                        | N/A                 | Földesi Judit      | N/A                |
| Rabbi a zsinagógában                          | N/A                 | Gruber Hugó        | N/A                |
| Farès embere a telefonfülkében                | N/A                 | Hirtling István    | N/A                |
| Felügyelő a reptéren                          | N/A                 | Jakab Csaba        | N/A                |
| Csendőr a néger esküvőnél                     | N/A                 | Kiss Gábor         | N/A                |
| Rabbi a mosdóban                              | N/A                 | Kiss László        | N/A                |
| Farès embere a vallatásnál                    | N/A                 | Kristóf Tibor      | N/A                |
| Hangosbemondó a repülőn                       | N/A                 | Magda Gabi         | N/A                |
| Sámuel                                        | N/A                 | Márton András      | N/A                |
| Plébános Antoinette esküvőjén                 | N/A                 | Pathó István       | N/A                |
| Slimane-t kereső nő a kávézóban               | N/A                 | Prókai Annamária   | N/A                |
| Géppisztolyos a vallatásnál                   | N/A                 | Rosta Sándor       | N/A                |
| Ablakon kikiabáló kisfiú                      | N/A                 | Simonyi Balázs     | N/A                |
| Zsidó boltos                                  | N/A                 | Szokolay Ottó      | N/A                |
| Szemüveges férfi a helikopterben              | N/A                 | Trokán Péter       | N/A                |
| Bibircsókos rendőr társa                      | N/A                 | Varga Tamás        | N/A                |

- További magyar hangok (1. magyar szinkron): Erdélyi Ila, Sinkovits-Vitay András
- További magyar hangok (2. magyar szinkron): Faragó József, Halász Aranka, Izsóf Vilmos, Kolovratnik Krisztián

## Televíziós megjelenések
- 1. magyar szinkron: HBO, TV-2, ATV
- 2. magyar szinkron: RTL Klub, M1, Story4, D1 TV

Korhatár-besorolás
- (HBO, MTV 2, ATV, RTL Klub (korábban), M1)
- (RTL Klub (később), Story4, D1 TV)